# 八剱神社 (羽島市桑原町八神)
八剱神社（やつるぎじんじゃ）は、岐阜県羽島市桑原町八神に鎮座する神社。
美濃国中島郡（現・羽島市南部）の氏神とされる（寛保3年（1743年）に美濃国中島郡の三十の村が氏子となっている。）。

## 概要
尾張国中島郡の式内社の石刀神社の論社の一社である。
この地区の地名（八神）は八剱神社に由来し、承応2年（1653年）に石田から改称したと伝わる。
1931年（昭和6年）に郷社となる。1960年（昭和35年）10月に岐阜県神社庁より金幣社の指定を受ける。
稲荷神社（祭神：倉稲魂神。岐阜県神社庁より銀幣社の指定。）とは拝殿を共用し、別々の独立した神社（東側が八剱神社、西側が稲荷神社）となっていたが、2024年（令和6年）7月に稲荷神社は宗教法人としては解散し、八剱神社に合祀された。

## 祭神
- 櫛石窓命
- 倉稲魂神

## 由緒
斉衡2年（855年）創建。承応2年（1653年）に市之枝村の毛利源六家が祭っていた稲荷神社を合祀する 。

## 境内社
- 若宮神社 - 承応2年（1653年）遷祀[4]
- 白鬚神社
- 多度神社
- 富士浅間神社
- 金比羅神社　など

## 交通アクセス
- 羽島市コミュニティバス南部線「八神」バス停より徒歩で約5分。